# عائلة مارفل

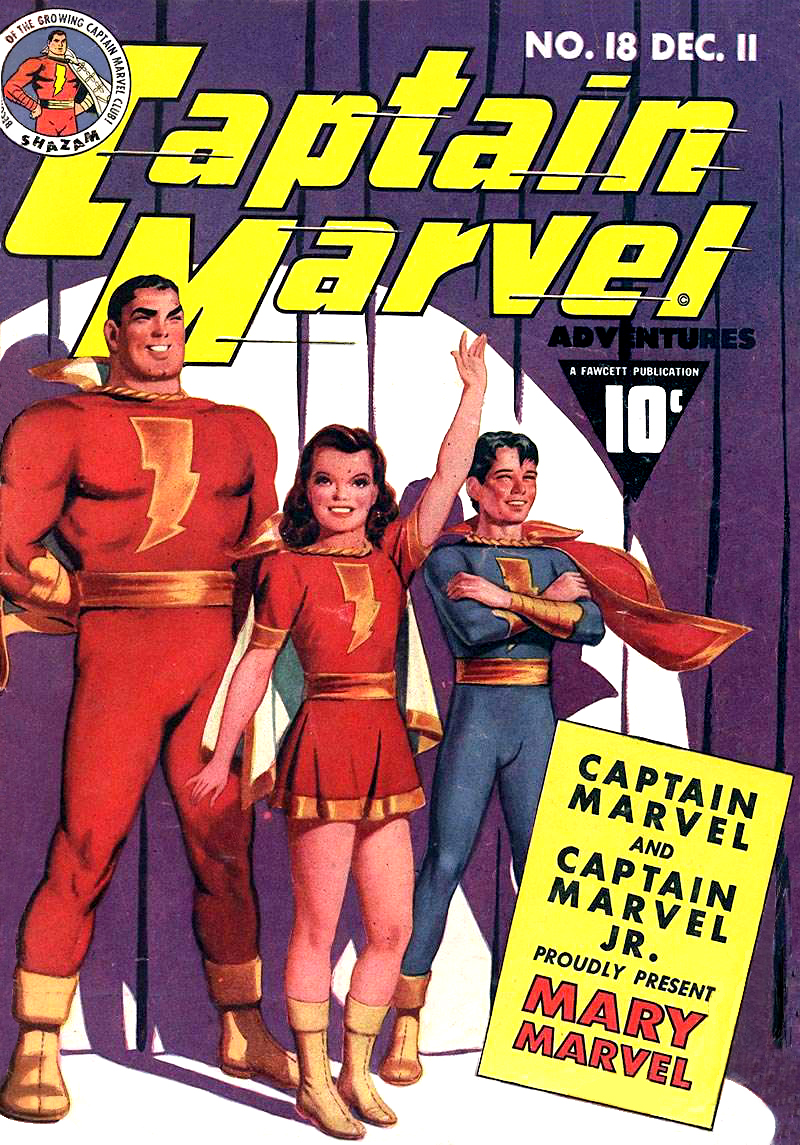
الظهور الأول لماري مارفل على غلاف مغامرات كابتن مارفل رقم 18

عائلة مارفل (بالإنجليزية: Marvel Family) وتعرف أيضا بـ عائلة شازام (بالإنجليزية: Shazam Family) هي مجموعة من الأبطال الخارقين الذين ظهروا في الكتب التي نشرتها فوست كومكس، تم الإستحواذ عليها في وقت لاحق من قبل دي سي كومكس. ابتكرت في سنة 1942 من قبل الكاتبين أوتو بيندر وإد هيرون، والفنانين سي سي بيك، ماك رابوي و مارك سويزي. الفريق هو امتداد لكابتن مارفل ويشمل أخته ماري مارفل وصديقهما كابتن مارفل جونيور.
وبسبب دعوة رفعتها شركة مارفل كوميكس للحصول على الحقوق التجارية لإسم "مارفل"، لم تعد دي سي كوميكس قادرة على استخدام هذا الإسم لأغراض التسويق والترويج لقصص العائلة، وصارت تستخدم بدلًا منه إسم "شازام". 